# Coptaspis
Coptaspis es un género de saltamontes longicornios de la subfamilia Conocephalinae. Se distribuye en Oceanía.

## Especies
Las siguientes especies pertenecen al género Coptaspis:
- Coptaspis brevipennis Redtenbacher, 1891
- Coptaspis crassinervosa Redtenbacher, 1891
- Coptaspis elegans Willemse, 1966
- Coptaspis lateralis (Erichson, 1842)